# Lecanora leucococca
Lecanora leucococca är en lavart som beskrevs av Søren Christian Sommerfelt. Lecanora leucococca ingår i släktet Lecanora, och familjen Lecanoraceae. Arten är reproducerande i Sverige.